# 松平乗長
松平 乗長（まつだいら のりなが、1868年11月24日（明治元年10月11日） - 1928年（昭和3年）1月12日）は、明治から大正期の政治家、華族。貴族院子爵議員。旧姓・鍋島、旧名・賢二郎。

## 経歴
肥前蓮池藩主・鍋島直紀の六男として生まれる。母は鍋島直永の娘・謁女。1896年（明治29年）10月、子爵・松平乗命の養子となる。1897年（明治30年）1月、乗長と改名。養父の死去に伴い、1905年（明治38年）12月13日に子爵を襲爵した。
1898年（明治31年）東京美術学校日本画科を卒業。1915年（大正4年）皇子浴場之儀鳴弦控となる。
1910年（明治43年）8月20日、貴族院子爵議員補欠選挙で当選し、研究会に所属して活動し、1925年（大正14年）7月9日まで3期在任した。

## 栄典
- 1927年（昭和2年）1月15日 - 従三位[7]

## 親族
- 妻：芳子（養父二女）[1]
- 長男：乗文（旧名・辰雄、子爵）[1]
- 二男：乗武（海軍大尉、戦死）[1]
- 四男：乗光（松園信淳養子、離縁）[1]